# 高安镇 (垫江县)
高安镇位于重庆市垫江县东部，面积100.16平方公里，人口7.4万余人，沪渝高速垫江至忠县段贯穿全境。高安镇是重庆市经济百强镇之一，也是垫江县中部片区中心镇。

## 行政区划
高安镇共下辖3个居委会和16个村委会
- 居委会
  1. 宝鼎社区居委会
  2. 兴盛社区居委会
  3. 顺河社区居委会

- 村委会
  1. 高安村委会
  2. 河兴村委会
  3. 青坪村委会
  4. 金桥村委会
  5. 东桥村委会
  6. 新溪村委会
  7. 福安村委会
  8. 三五村委会
  9. 龙井村委会
  10. 高东村委会
  11. 东兴村委会
  12. 合龙村委会
  13. 跳石村委会
  14. 新曲村委会
  15. 协合村委会
  16. 凤凰村委会[5]

## 教育
高安镇境内有一所中学，即垫江第三中学校，为高完中。